# Trichellipsis fuscosignatus
Trichellipsis fuscosignatus är en skalbaggsart som beskrevs av Stefan von Breuning 1958. Trichellipsis fuscosignatus ingår i släktet Trichellipsis och familjen långhorningar. Inga underarter finns listade i Catalogue of Life.